# Línea 153 (EMT Madrid)
La línea 153 de la EMT de Madrid une Las Rosas (San Blas-Canillejas) con la Glorieta del Mar de Cristal (Hortaleza).

## Características
La línea 153 comenzó a prestar servicio el 23 de octubre de 2004. Une la glorieta de Mar de Cristal con el barrio de Las Rosas (Paseo de Ginebra), discurriendo además por La Piovera.

### Frecuencias
| Lunes a viernes laborables |               |
| De 6:00 a 19:00            | 10-15 minutos |
| De 19:00 a 23:00           | 13-20 minutos |
| Sábados laborables         |               |
| De 6:00 a 9:00             | 20-26 minutos |
| De 9:00 a 21:00            | 20-21 minutos |
| De 21:00 a 23:00           | 21-30 minutos |
| Domingos y festivos        |               |
| De 7:00 a 10:00            | 20-36 minutos |
| De 10:00 a 20:00           | 20-21 minutos |
| De 20:00 a 23:00           | 21-30 minutos |

### Material asignado
MAN NL263F Hispano Habit (7851-7858) (año 2017)
MAN NL263F Castrosua CS40 City II (7951-7964) (año 2018)
MAN NL273F Noge Cittour (años 2019-2022)
Solaris Urbino 12 CNG (año 2022)

## Recorrido y paradas

### Sentido Mar de Cristal
La línea inicia su recorrido en el Paseo de Ginebra. Una vez pasada la estación de Las Rosas, la línea se mete por la calle Suecia, donde realiza dos paradas. Luego, se mete por la Avenida de Canillejas a Vicálvaro (donde realiza una parada), para luego seguir por Albericia, Arcos de Jalón y Pobladura del Valle, en donde se incorpora a la Avenida de Hellín (donde realiza dos paradas). Abandona esta avenida por Albaida, donde se incorpora a la Avenida de los Arcentales (allí realiza dos paradas). Prosigue su recorrido por San Romualdo, Cronos, Plaza de Cronos e Inocenta de Mesa, donde se incorpora a la Calle Alcalá (allí realiza dos paradas). Luego, gira por Gutiérrez Canales, para continuar por Vizconde de Uzqueta y Conde de las Posadas, siguiendo por la Avenida de los Prunos (efectúa dos paradas), Arroyo del Santo, donde gira a la Avenida del Machupichu (cinco paradas), la cual sigue hasta la calle Emigrantes (dos paradas) y la Glorieta Mar de Cristal, donde establece su cabecera.
| Código | Parada                                                 | Común con        | Conexiones con Metro   | Otros |
| ------ | ------------------------------------------------------ | ---------------- | ---------------------- | ----- |
| 1070   | LAS ROSAS (Pº Ginebra entre calles Niza y Guadalajara) |                  |                        |       |
| 1072   | Ginebra-Suecia                                         |                  | Las Rosas              |       |
| 4410   | Suecia-Francfort                                       | 140              |                        |       |
| 4408   | Suecia-Romanía                                         | 140 E2           |                        |       |
| 51011  | Suecia-Avenida de Canillejas                           | 140              |                        |       |
| 1209   | Avenida de Guadalajara-Albericia                       |                  | Avenida de Guadalajara |       |
| 1087   | Arcos de Jalón-Albericia                               |                  |                        |       |
| 2483   | Pobladura del Valle-Avenida Canillejas                 | 48 167           |                        |       |
| 2351   | Hellín-Alberique                                       | 38               |                        |       |
| 2349   | Hellín-Albaida                                         | 38 165           |                        |       |
| 2484   | Avenida de Canillejas-Albaida                          | 38 165           |                        |       |
| 3019   | Arcentales-Avenida de Canillejas                       | 286 288 289      |                        |       |
| 3017   | Arcentales-San Romualdo                                | 286 288 289      |                        |       |
| 1088   | San Romualdo-Cronos                                    |                  |                        |       |
| 986    | Cronos-San Romualdo                                    | 28               |                        |       |
| 5155   | Plaza de Cronos                                        | 28               |                        |       |
| 5998   | Avenida de Canillejas-Néctar                           | 140 165          |                        |       |
| 2951   | Alcalá-Avenida Canillejas                              | 77 105 140 SE721 | Torre Arias            |       |
| 2953   | Alcalá-San Mariano                                     | 77 105 140 165   |                        |       |
| 2976   | Gutiérrez Canales                                      | 105              |                        |       |
| 1185   | Glorieta de la Medusa                                  | 105 115          |                        |       |
| 1249   | Conde de las Posadas                                   |                  |                        |       |
| 1258   | Prunos-Sándalo                                         |                  |                        |       |
| 1259   | Prunos-Petunias                                        |                  |                        |       |
| 1305   | Arroyo del Santo                                       |                  |                        |       |
| 3587   | Machupichu-Papa Negro                                  | 112 122          |                        |       |
| 3585   | Machupichu-Florencio Castillo                          | 112 122          |                        |       |
| 4914   | Machupichu-Manuel Rodrigo                              | 112 122          |                        |       |
| 3583   | Machupichu-Silvano                                     | 112 122          |                        |       |
| 4912   | Machupichu-Mota del Cuervo                             | 112              | Canillas               |       |
| 475    | Emigrantes-Carretera de Canillas                       | 112 120          |                        |       |
| 477    | Emigrantes-Tribaldos                                   | 112 120          |                        |       |
| 5847   | MAR DE CRISTAL                                         |                  | Mar de Cristal         |       |

### Sentido Las Rosas
El recorrido es el mismo que en sentido opuesto, pero con algunas salvedades.
- En vez de ir por Arroyo del Santo, Avenida de los Prunos, Conde de las Posadas y Vizconde de Uzqueta; lo hace por la Avenida de los Andes, Boj, Sándalo y Guadalajara, respectivamente.
- Circula por la Calle Aquitania.

| Código | Parada                                                 | Común con          | Conexiones con Metro   | Otros |
| ------ | ------------------------------------------------------ | ------------------ | ---------------------- | ----- |
| 5847   | MAR DE CRISTAL                                         |                    | Mar de Cristal         |       |
| 4910   | Arequipa-Emigrantes                                    | 112                |                        |       |
| 478    | Emigrantes-Tribaldos                                   | 112 120            |                        |       |
| 476    | Emigrantes-Carretera de Canillas                       | 112 120            |                        |       |
| 4911   | Machupichu-Mota del Cuervo                             | 112                | Canillas               |       |
| 3582   | Machupichu-Silvano                                     | 112 122            |                        |       |
| 4913   | Machupichu-Manuel Rodrigo                              | 112 122            |                        |       |
| 3584   | Machupichu-Florencio Castillo                          | 112 122            |                        |       |
| 3586   | Machupichu-Papa Negro                                  | 112 122            |                        |       |
| 3588   | Avenida de los Andes-Machupichu                        | 104 112 122        |                        |       |
| 1326   | Boj                                                    |                    |                        |       |
| 1328   | Prunos-Sándalo                                         |                    |                        |       |
| 1253   | Conde de las Posadas                                   |                    |                        |       |
| 1291   | Guadalajara                                            | 105 115            |                        |       |
| 2975   | Gutiérrez Canales                                      | 105                |                        |       |
| 2954   | Alcalá-San Mariano                                     | 77 105 140 165     |                        |       |
| 4427   | Torre Arias                                            | 140                | Torre Arias            |       |
| 1133   | Avenida de Canillejas-Néctar                           |                    |                        |       |
| 989    | Plaza de Cronos                                        | 28                 |                        |       |
| 987    | Cronos-San Romualdo                                    | 28                 |                        |       |
| 1089   | San Romualdo-Cronos                                    |                    |                        |       |
| 3016   | Arcentales-San Romualdo                                | 286 288 289        |                        |       |
| 3018   | Arcentales-Avenida de Canillejas                       | 286 288 289        |                        |       |
| 4393   | Avenida de Canillejas-Albaida                          | 38 165             |                        |       |
| 2348   | Hellín-Albaida                                         | 38 165             |                        |       |
| 2350   | Hellín-Alberique                                       | 38                 |                        |       |
| 4389   | Pobladura del Valle-Avenida de Canillejas              | 48 167             |                        |       |
| 1337   | Arcos de Jalón-Instituto                               |                    |                        |       |
| 1208   | Avenida de Guadalajara-Albericia                       |                    | Avenida de Guadalajara |       |
| 4210   | Aquitania-Toscana                                      | 106 140 159 E2 287 |                        |       |
| 4407   | Suecia-Romanía                                         | 140 E2             |                        |       |
| 4409   | Suecia-Francfort                                       | 140                |                        |       |
| 4411   | Metro Las Rosas                                        | 140 E2             | Las Rosas              |       |
| 1070   | LAS ROSAS (Pº Ginebra entre calles Niza y Guadalajara) |                    |                        |       |

## Galería de imágenes

Mapa de la estación de Mar de Cristal con los accesos al Metro y los recorridos de los autobuses de la EMT que pasan por ella, entre los que se encuentra la línea 153.